# Chuaj-pej a Chuaj-nan
Chuaj-pej a Chuaj-nan jsou čínské geografické pojmy odkazující na oblasti v blízkosti řeky Chuaj. Zatímco Chuaj-pej (čínsky pchin-jinem Huáiběi, znaky 淮北) je označení regionu na sever od řeky Chuaj, pojem Chuaj-nan (čínsky pchin-jinem Huáinán, znaky 淮南) označuje region na jih od řeky. V průběhu historie se rozsah regionů označovaných jako Chuaj-pej a Chuaj-nan průběžně měnil, a nebyl tak vždy totožný s jejich nynějším pojetím. V současnosti tyto pojmy odkazují na území rozdělené mezi čínské provincie Che-nan, An-chuej, Šan-tung a Ťiang-su.